# Скорик, Виктор Анатольевич
Виктор Анатольевич Ско́рик (1928—2010) — советский, российский художник театра, живописец, график, Заслуженный деятель искусств Карельской АССР (1971), Народный художник Республики Карелия (2001).

## Биография
Учился с 1942 года в Пензенском художественном училище, затем продолжил учёбу в Суриковской художественной школе.
После окончания в 1952 году Московского государственного художественного института имени В. И. Сурикова стажировался в Государственном академическом Большом театре СССР (1952—1953).
В 1953—1965 годах — главный художник Свердловского областного музыкально-драматического театра. Член Союза художников СССР с 1960 года.
В 1966—2006 годах — главный художник Русского драматического театра Карельской АССР, где осуществил более 100 постановок:
- «Трёхгрошовая опера» Б. Брехт (1967)
- «Варшавская мелодия» Л. Зорин (1967)
- «Странная миссис Сэвидж» Дж. Патрик (1969)
- «Самюэл Пиквик и другие» Ч. Диккенс (1972)
- «В подвалах отеля „Мажестик“» Ж. Сименон (1973)
- «В списках не значился» Б. Васильев (1975)
- «Мастер и Маргарита» М. Булгаков (1986)
- «Леди Макбет Мценского уезда» Н. Лесков (1994)
- «Все в саду» Э. Олби (2002) и другие.

Оформил более 20 спектаклей в Музыкальном театре Республики Карелия:
- балет «Снежная королева» В. Беренков (1969)
- оперетта «Конкурс красоты» А. Долуханян (1969)
- оперетта «Цыганская любовь» Ф. Легар (1971)
- опера «Меч кузнеца» Ю. Зарицкий (1972)
- опера «Паяцы» Р. Леонкавалло (1975) и другие.

Оформлял постановки в Национальном театре Республики Карелия, Государственном молодёжном театре «Творческая мастерская».
Макеты спектаклей «Самюэл Пиквик и другие» и «Меч кузнеца» находятся в Государственном театральном музее имени А. А. Бахрушина. Ряд произведений Виктора Скорика находятся в фондах Музея изобразительных искусств Республики Карелия, музеев России, в зарубежных частных собраниях.
Участник международных, всесоюзных и республиканских выставок. В 1973 и 1989 годах состоялись персональные выставки Виктора Скорика (графика, живопись, сценография).